# Zee van tijd
Zee van tijd is een Nederlandse dramafilm uit 2022 geregisseerd door Theu Boermans en geproduceerd door Maarten Swart en productiemaatschappij Kaap Holland Film. De film is gebaseerd op een waargebeurd drama en ging op 21 september 2022 in première.

## Verhaal
De film volgt in de jaren tachtig een jong, gelukkig echtpaar dat samen met hun zoontje Kai een wereldreis met hun zeilschip maakt. Midden op de Atlantische Oceaan verandert alles, wanneer hun zoontje opeens niet meer op het schip te vinden is. De ouders zijn in totale paniek en komen tot de conclusie dat Kai door een noodlottig ongeval in de zee moet zijn beland. Als het stel uiteindelijk beslist zonder Kai terug te varen naar het vasteland, dringt de keiharde waarheid pas echt bij hen door. In de tijd die volgt, drijven de twee steeds verder uit elkaar, totdat de vrouw besluit haar man te verlaten.
Veertig jaar later besluit de vader van Kai om een voorstelling over het drama te maken. Hierdoor komt het paar na al die jaren weer tegenover elkaar te staan en krijgen ze een tweede kans om hun verlies samen te verwerken.

## Rolverdeling
| acteur                      | personage        |
| --------------------------- | ---------------- |
| Sallie Harmsen              | Johanna (jong)   |
| Elsie de Brauw              | Johanna (oud)    |
| Reinout Scholten van Aschat | Lucas (jong)     |
| Gijs Scholten van Aschat    | Lucas (oud)      |
| River Oosterink             | Kai              |
| Barbara Sobels              | Mem              |
| Koen Granse                 | Heit             |
| Mieneke Bakker              | Masja (jong)     |
| Diana Dobbelman             | Masja (oud)      |
| Ruben Lürsen                | Piet (jong)      |
| Jules Hamel                 | Piet (oud)       |
| Kim Hertogs                 | Lianne           |
| Sophie van Oers             | Marije           |
| Laurien van Rijswijk        | Belle            |
| Lette Vos                   | theater soprano  |
| Yanaika Holle               | theater danser   |
| Davide Bellota              | theater danser   |
| Mike Meijer                 | werkman          |
| Janni Goslinga              | therapeute Trees |
| Jan Willem Hofma            | voorman          |

## Achtergrond
De film is gebaseerd op een waargebeurd verhaal uit de jaren 80 waarbij een stel hun jonge zoontje op de Atlantische Oceaan verdween en nooit meer werd terug gevonden. Een afbeelding van het jongetje werd aan het einde van de film als eerbetoon getoond.
De film werd geregisseerd door Theu Boermans en geschreven door Marieke van der Pol. De opnames van de film gingen in 2019 van start en vonden plaats in Nederland, België, De Azoren, Malta en Barbados.
Zee van tijd ging op 21 september 2022 in première als openingsfilm van het Nederlands Film Festival. De film kwam vervolgens op 13 oktober 2022 landelijk in de bioscoop voor het grote publiek. Diezelfde maand werden het acteerwerk van de acteurs Gijs Scholten van Aschat en Reinout Scholten van Aschat bekroond tijdens het Italiaanse Milan International Film Festival. Gijs Scholten van Aschat won de prijs in de categorie Beste acteur, terwijl Reinout Scholten van Aschat de prijs won in de categorie Beste mannelijke bijrol.
Op 30 maart 2023 maakte de film zijn debuut op streamingdienst Netflix, daar behaalde de film de vierde positie van meest bekeken films op het platform.

## Prijzen en nominaties
| Jaar | Prijs                             | Categorie               | Genomineerden                                                     | Uitslag     |
| ---- | --------------------------------- | ----------------------- | ----------------------------------------------------------------- | ----------- |
| 2022 | Milan International Film Festival | Beste acteur            | Gijs Scholten van Aschat                                          | Gewonnen    |
| 2022 | Milan International Film Festival | Beste mannelijke bijrol | Reinout Scholten van Aschat                                       | Gewonnen    |
| 2023 | Nederlands Film Festival          | Beste film              | Maarten Swart                                                     | Genomineerd |
| 2023 | Nederlands Film Festival          | Beste regie             | Theu Boermans                                                     | Genomineerd |
| 2023 | Nederlands Film Festival          | Beste camera            | Myrthe Mosterman                                                  | Genomineerd |
| 2023 | Nederlands Film Festival          | Beste muziek            | Fons Merkies, Laurens Goedhart, Michiel Marsman en Manna Horsting | Genomineerd |
| 2023 | Nederlands Film Festival          | Beste Sound Design      | Jan Willem van den Brink                                          | Genomineerd |